# Wohn- und Wirtschaftsgebäude Midlumer Nordermarren 5
Das Wohn- und Wirtschaftsgebäude Midlumer Nordermarren 5 in der niedersächsischen Gemeinde Wurster Nordseeküste, Ortsteil Midlum, im Landkreis Cuxhaven stammt vom Ende des 18. Jahrhunderts.
Aktuell (2024) wird es als Wohnhaus und landwirtschaftlich genutzt.
Das Gebäude steht unter Denkmalschutz (siehe auch Liste der Baudenkmale in Wurster Nordseeküste).

## Beschreibung
Das eingeschossige giebelständige verklinkerte Wohn- und Wirtschaftsgebäude als Hallenhaus mit reetgedecktem Satteldach mit Schleppgaube, der Grooten Door mit Korbbogen, regionaltypischer Verbretterung in den Giebeldreiecken mit ausgeprägtem Ortgang, Halbrundfenstern in den Giebelspitzen, rundbogigen Fenstern im Wirtschafts- und eckigen Fenstern im Wohngiebel, ansonsten schlichte Fassade, wurde 1790 (Inschrift) gebaut.
Auf dem baumbestandenen Hof stehen weitere nicht denkmalgeschützte Nebengebäude.
Das Landesdenkmalamt befand u. a.: „… als Backsteinbau errichtet und weist noch viele Backsteindetails des späten 18. Jahrhunderts auf.“